# Purit

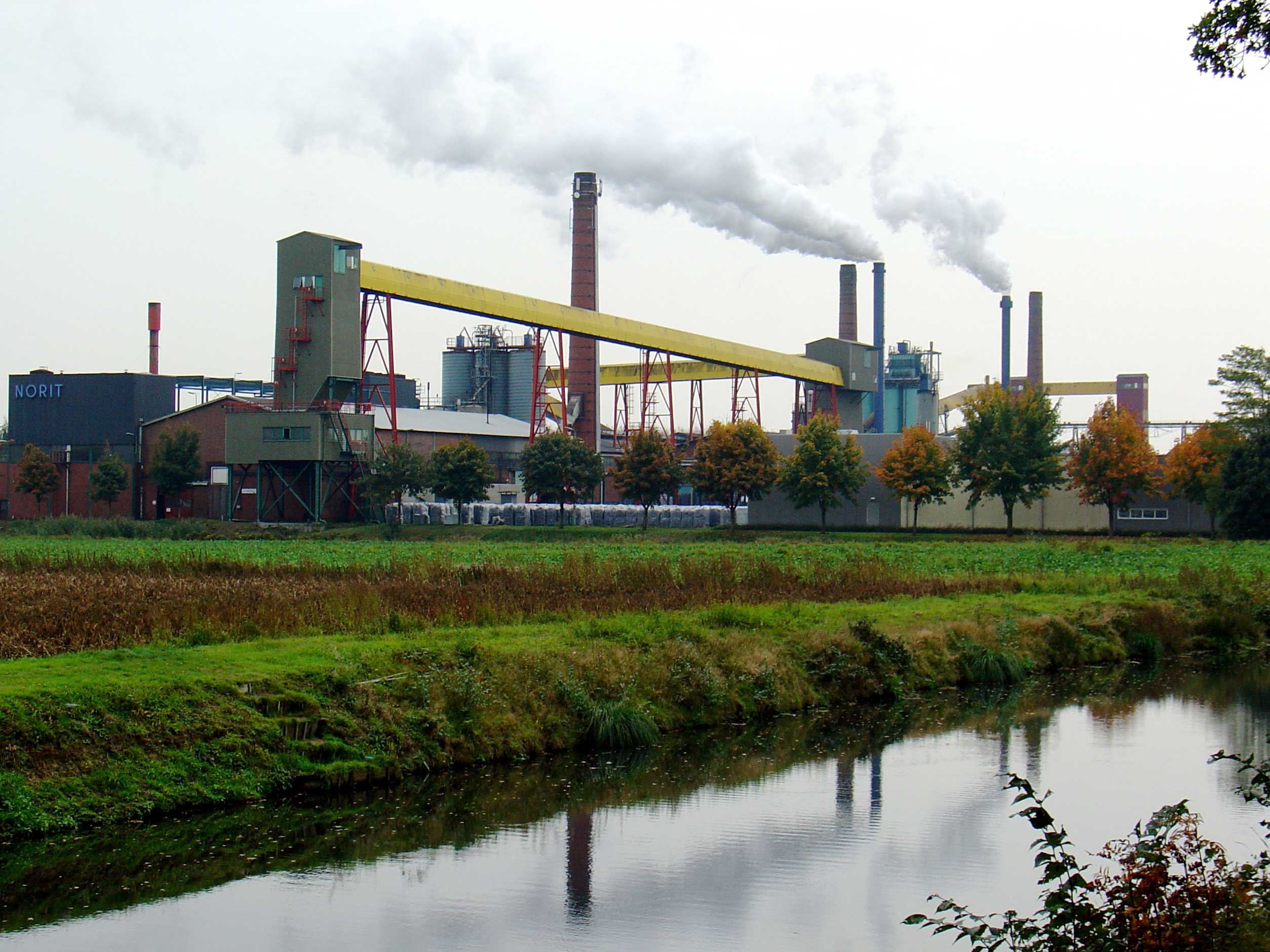
De Noritfabriek in Klazienaveen

De NV Purit Maatschappij is een bedrijf te Klazienaveen dat actieve kool vervaardigt uit turf. Bij de nog steeds bestaande onderneming is in 2003 een nieuwe fabriek naast de bestaande gebouwd.

## Geschiedenis
De onderneming dateert van oktober 1921 toen de Maatschappij Klazienaveen, een verveningsmaatschappij en onderdeel van het Scholten-concern, onder leiding van Hermannus Oving (schoonzoon van Jan Evert Scholten), in navolging van de NV Algemeene Norit Maatschappij, met de productie van actieve kool startte. Al gauw kwamen vanuit Norit beschuldigingen omtrent prijsdumping en bedrijfsspionage. Onderhandelingen leidden vervolgens tot een volledige overname in 1924 van Purit door Norit.

## Oorlog
In de Tweede Wereldoorlog werd de fabriek gebombardeerd. Acht werknemers kwamen om het leven en vijf raakten gewond toen, twee weken voor de bevrijding op 23 maart, een Engelse bommenwerper zijn lading boven de fabriek loste. Het bombardement was erop gericht dat de Duitse strijdkrachten geen munitie, die opgeslagen lag in deze fabriek, konden meenemen. Meer dan vijftig projectielen verwoestten grote delen van de fabriek. Bij dit bombardement werd één schip tot zinken gebracht en nog eens zeven raakten beschadigd. Daarnaast werd ook een nabijgelegen hotel verwoest. In 2010, 65 jaar na het bombardement, is een monument onthuld ter nagedachtenis van de slachtoffers van dit bombardement. Het monument is gekomen dankzij de inspanningen van het Comité Monument Slachtoffers Bombardement Purit 1945 en subsidies van verschillende instanties.

## Na 1945
In de naoorlogse periode maakte ook Purit een nieuwe groei door, mede doordat gestart werd met een eigen veenbedrijf. In 1959 waren er bijna 350 arbeiders werkzaam, in 1964 een 700 van wie de helft in de fabriek.